# 贝氏翠蛛
贝氏翠蛛（学名：Siler bielawskii）为跳蛛科翠蛛属的动物。分布于越南以及中国大陆的广东、广西等地。该物种的模式产地在越南。